# Тапинас, Лаймонас
Ла́ймонас Та́пинас (лит. Laimonas Tapinas; 6 июня 1944, Паланга — 28 мая 2022, Вильнюс) — литовский эссеист, прозаик, журналист; лауреат премии правительства Литвы в области культуры и искусства (2017).

## Биография
Учился на факультете журналистики в Вильнюсском университете. Проходил стажировку в университете Новой Сорбонны. Доктор гуманитарных наук. Преподавал в Вильнюсском университете.
Член Союза писателей Литвы с 1994 года. В 1992—1995 гг. Л. Тапинас был генеральным директором Литовского радио и телевидения. В 1995 году он основал Центр журналистики и был его руководителем. Позже он был председателем Комиссии по этике литовских журналистов и издателей.
Награждён орденом Великого князя Литовского Гядиминаса (1996, офицер) и орденом «За заслуги перед Литвой» (2003, гранд-офицер). Лауреат премии Правительства Литвы в области культуры и искусства (2017).
Сын — литовский журналист и общественный деятель Андрюс Тапинас.
Проживал в Вильнюсе, скончался 28 мая 2022 года.

## Творчество
Автор документальных книг о деятелях французской культуры «На ярмарке иллюзий» (1983), «Кинематографисты Литвы» (1986), о деятелях латышской культуры В. Артмане, И. Зиедонисе, Р. Паулсе «Неси, Даугава, память» (1988), об актёре Б. Бабкаускасе «На дереве ангел плачет» (1991), о поэте, философе и дипломате Оскаре Милоше «Семь одиночеств в Париже» (1993), о поэте и дипломате Ю. Балтрушайтисе (2000). Книги о Милоше и Балтрушайтисе изобилуют неточностями и ошибками.
Мемуарная книга «Потерянного времени не бывает» (2004) о студенческой поре и однокашниках — поэтах, писателях, учёных, таких как Антанас Масионис, Видас Марцинкявичюс, Бронюс Радзявичюс.

## Книги
- Iliuzijų mugėje: [dokumentinė proza]. — Vilnius: Mintis, 1983.
- Lietuvos kinematografininkai. — Vilnius: Mintis, 1986; вышла также в переводах на русском, немецком, английском, французском языках:
  - Литовские кинематографисты: [Пер. с литов.]. — Вильнюс: Минтис, 1988.
  - Mensch und Zeit im Litauischen…
  - People and times in the Lithuanian cinema…
- Nešk, Dauguva, atminimą: [apybraižos]. — Vilnius: Vyturys, 1988.
- Medyje angelas verkia: aktoriaus Broniaus Babkausko gyvenimo ir kūrybos kronika. — Vilnius: Vaga, 1991.
- Septynios vienatvės Paryžiuje: [dokumentinė proza]. 2-asis leidimas. — Kaunas: Spindulys, 1993.
- Karštos dienos Atlantoje. — Vilnius: LTOK leidykla, 1997.
- Oskaras Milašius, arba Septynios vienatvės Paryžiuj. 3-iasis leidimas. — UAB Dajalita, 1999.
- Imk, klajokli, žibintą vilties: [poeto ir diplomato Jurgio Baltrušaičio gyvenimo kronika]. — Vilnius: Alma littera, 2000.
- Žiniasklaidos bylos Europos žmogaus teisių ir Lietuvos teismuose. — Vilnius: Danielius, 2002.
- Prarasto laiko nebūna. — Vilnius: Alma littera, 2004.
- Laiškanešys, pasiklydęs dykumoje: Vytauto Žalakevičiaus gyvenimo ir kūrybos pėdsakais. — Vilnius: Alma littera, 2008, 2009.

### Переводы с французского языка
- L. Joffrin. Užmirštoji princesė: romanas. — Vilnius: Kronta, 2005.
- G. Depardieu, L. Neumann. Gyvas! — Vilnius: Kronta, 2009.

### Переводы с латышского языка
- E. Lyvas. Kapitonas Nulis. — Vilnius: Vaga, 1965.
- M. Birzė. Smėlio laikrodis: apysaka. — Vilnius: Vaga, 1966.
- R. Ezera. Laukinė obelis: Klavo Mazputninio atostogų užrašai. — Vilnius: Vaga, 1968.
- A. Upytis. Šypsantis lapas: romanas. — Vilnius: Vaga, 1970.